# Dallwitz Nunatak
Dallwitz Nunatak är en nunatak i Antarktis. Den ligger i Östantarktis. Australien gör anspråk på området. Toppen på Dallwitz Nunatak är 945 meter över havet.
Terrängen runt Dallwitz Nunatak är kuperad åt sydväst, men åt nordost är den platt. Trakten är obefolkad. Det finns inga samhällen i närheten. 